# Fiabilidad de sistemas
El término fiabilidad de sistemas se refiere al funcionamiento o comportamiento de un sistema o procedimiento respecto a cierto criterio deseable o esperado. Por tanto, extendiendo el significado a sistemas, se dice que la fiabilidad de un sistema es la probabilidad de que ese sistema funcione o desarrolle una cierta función, bajo condiciones fijadas y durante un período determinado.
Un sistema es una colección de componentes/subsistemas dispuestos de acuerdo a un diseño dado con el propósito de lograr el cumplimiento de unas determinadas funciones con una adecuación y fiabilidad aceptables. El tipo de componentes, su cantidad, su calidad y el modo en que están dispuestas tiene un efecto directo en la fiabilidad de sistema.
La fiabilidad se define como la probabilidad de que un bien funcione adecuadamente durante un período determinado bajo condiciones operativas específicas (por ejemplo, condiciones de presión, temperatura, fricción, velocidad, tensión o forma de una onda eléctrica, nivel de vibraciones).

## Introducción
En la actualidad, la mayor parte de los bienes y servicios se obtienen y se hacen llegar a sus destinatarios mediante unos “sistemas productivos”, a menudo de gran dimensión tanto por el número de personas que trabajan en ellos como por el tamaño y el valor de las instalaciones y equipos que utilizan.
A lo largo de su ciclo de vida cada sistema pasa por diferentes fases. La primera de ellas es la de construcción y puesta en marcha, hasta que se alcanza el régimen normal de funcionamiento.
Durante esta segunda fase, llamada de operación, que es la única auténticamente productiva, el sistema se ve sometido a fallos que entorpecen o, incluso, interrumpen temporal o definitivamente su funcionamiento.
El objeto del mantenimiento es, precisamente, reducir la incidencia negativa de dichos fallos, ya sea disminuyendo su número o atenuando sus consecuencias.
Decimos que algo falla cuando deja de brindarnos el servicio que debía darnos o cuando aparecen efectos indeseables, según las especificaciones de diseño con las que fue construido o instalado el bien en cuestión.
En general, todo lo que existe, especialmente si es móvill, se deteriora, rompe o falla con el correr del tiempo. Puede ser a corto plazo o a muy largo plazo. El solo paso del tiempo provoca en algunos bienes, disminuciones evidentes de sus característicass, cualidades o prestaciones.
Del estudio de los fallos de los productos, equipos y sistemas es de lo que trata la fiabilidad. En sentido coloquial, decimos que alguien o algo es fiable si podemos confiar en él o ello. Asociamos fiabilidad a la capacidad de depender con seguridad de algo o alguien. Los sistemas creados por el hombre tienen por objeto satisfacer una determinada necesidad. Para ello deben funcionar de una forma específica en un determinado entorno. Antes o después, todos los sistemas llegan a un instante en el que no pueden cumplir satisfactoriamente aquello para lo que fueron diseñados. El fallo del sistema tendrá unas repercusiones que dependerán del tipo de sistema, y del tipo de misión que este desempeñando y del momento en que se produzca el fallo así como de su magnitud. Es deseable que los sistemas diseñados sean fiables, en el sentido de que el usuario pueda operarlos sin que exista un elevado riesgo de fallo. El nivel de fiabilidad, o seguridad de operación satisfactoria, dependerá de la naturaleza del objetivo del sistema. El que un sistema tenga cierta fiabilidad llevara un coste y un esfuerzo asociado, por lo que la exigencia de fiabilidad para un sistema debe adecuarse a su objetivo y transcendencia.
La fiabilidad es claramente un factor esencial en la seguridad de un producto. Para lograr los objetivos de un rendimiento funcional adecuado, limitación de los costes del ciclo de vida, y seguridad, la fase del diseño es el momento en que puede lograrse una influencia importante sobre los mismos.
Por consiguiente, la mayoría de los estudios de fiabilidad y de los métodos desarrollados se centran en el diseño de productos.
La ingeniería de fiabilidad es el estudio de la longevidad y el fallo de los equipos. Para la investigación de las causas por las que los dispositivos envejecen y fallan se aplican principios científicos y matemáticos. El objetivo estriba en que una mayor comprensión de los fallos de los dispositivos ayudará en la identificación de las mejoras que pueden introducirse en los diseños de los productos para aumentar su vida o por lo menos para limitar las consecuencias adversas de los fallos.
La palabra fiabilidad tiene una definición técnica precisa y no totalmente equivalente a la entendida como fiabilidad humana. Esta es:
| Definición: Fiabilidad es la probabilidad de que un dispositivo realice adecuadamente su función prevista a lo largo del tiempo, cuando opera en el entorno para el que ha sido diseñado. |

Debe observarse que hay cuatro atributos específicos de esta definición. Estos son:
- (1) probabilidad;
- (2) un funcionamiento adecuado;
- (3) calificación con respecto al entorno;
- (4) tiempo.

Lo importante es que los equipos y sistemas que diseñamos y adquirimos para satisfacer nuestras necesidades nos den las prestaciones que de ellos esperamos con un elevado nivel de seguridad y confianza en su correcto funcionamiento, que dependerá siempre tanto de la importancia que para nosotras tenga la función desempeñada por ese equipo o sistema como las consecuencias de los fallos que puedan presentarse. Y aquí es donde entra en acción la disciplina de la fiabilidad.
Por ello, es necesario considerar la fiabilidad como una disciplina más en el diseño de cualquier sistema, desde el análisis de la necesidad identificada, hasta la retirada de servicio del sistema diseñado, y de forma integrada con el resto de disciplinas de apoyo logístico.

## Historia del Mantenimiento
La palabra mantenimiento se emplea para designar las técnicas utilizadas para asegurar el correcto y continuo uso de equipos, maquinaria, instalaciones y servicios.
Durante la revolución industrial el mantenimiento era correctivo (de urgencia), los accidentes y pérdidas que ocasionaron las primeras calderas y la apremiante intervención de las aseguradoras exigiendo mayores y mejores cuidados, proporcionaron la aparición de talleres mecánicos.
A partir de 1925, se hace patente en la industria americana la necesidad de organizar el mantenimiento con una base científica. Se empieza a pensar en la conveniencia de reparar antes de que se produzca el desgaste o la rotura, para evitar interrupciones en el proceso productivo, con lo que surge el concepto del mantenimiento Preventivo.
A partir de los años sesenta, con el desarrollo de las industrias electrónica, espacial y aeronáutica, aparece en el mundo anglosajón el mantenimiento Predictivo, por el cual la intervención de mantenimiento no depende siempre del tiempo de funcionamiento sino del estado o condición efectiva del equipo o sus elementos y de la fiabilidad determinada del sistema.
Actualmente el mantenimiento afronta lo que se podría denominar como su tercera generación, con la disponibilidad de equipos electrónicos de inspección y de control, sumamente fiables, para conocer el estado real de los equipos mediante mediciones periódicas o continuas de determinadas variables (temperatura, presión, vibraciones, resistencia etc.). La aplicación al mantenimiento de sistemas de información basados en ordenadores que permiten la acumulación de experiencia empírica y el desarrollo de los sistemas de tratamiento de datos conducirá en un futuro al mantenimiento a la utilización de los sistemas expertos y a la inteligencia artificial.
Por otra parte, existen cambios en las políticas de mantenimiento marcados por la legislación sobre Seguridad e Higiene en el Trabajo y por las presiones sobre cuestiones del Medio Ambiente, como dispositivos depuradores, plantas de extracción, elementos para la limitación y atenuación de ruidos y equipos de detección, control y alarma.
Se vaticina que los costes de mantenimiento sufrirán un incremento progresivo, esto induce a la fabricación de productos más fiables y de fácil mantenimiento.

## Mantenimiento y fiabilidad
Los conceptos de mantenimiento y fiabilidad están sumamente relacionados. La fiabilidad se define como la probabilidad de que un equipo funcione adecuadamente durante un período determinado bajo condiciones operativas específicas (por ejemplo, condiciones de presión, temperatura, velocidad, tensión o forma de una onda eléctrica, nivel de vibraciones, etc.) y el mantenimiento es el conjunto de técnicas utilizadas para asegurar el correcto y continuo uso de equipos, maquinaria, instalaciones y servicios a fin de evitar su rotura (es decir, aumento de su fiabilidad). Por tanto, se analiza en conjunto ambos términos.
Esencialmente hay dos tipos de mantenimiento: preventivo y correctivo.
En el mantenimiento preventivo, el objetivo es incurrir en gastos modestos de servicio del equipo, con el fin de evitar fallos potencialmente caros durante su funcionamiento. Normalmente, el equipo deja de funcionar durante el mantenimiento preventivo, y el efecto físico de las actividades de mantenimiento es paliar los efectos del funcionamiento previo.
En contraste, el mantenimiento correctivo (o reparación) es la respuesta al fallo del equipo con el fin de devolverlo a un estado de funcionamiento.
Para ambas clases de mantenimiento, puede asumirse que existen varios tipos de estructuras de coste y varios tipos de patrones de comportamiento de los equipos. Por consiguiente, hay bastantes casos de modelos distintos.
Es importante notar que el modelado y análisis de los procedimientos de mantenimiento de equipos requieren a menudo considerar el sistema completo en vez de sus componentes individuales.

### Mantenimiento preventivo
Para la mayoría de los casos industriales de producción, es preferible y preferente aplicar mantenimientos preventivos antes de un correctivo, a fin de no entorpecer la producción y evitar imprevistos ocasionados por la rotura del sistema. El motivo por el que se sustituye un dispositivo que funciona es que el coste de hacerlo es pequeño en comparación con el coste de responder a un fallo que ocurra durante el funcionamiento del dispositivo, un fallo en el campo.
Históricamente, se han definido dos tipos de políticas de mantenimiento preventivo. Se designan como «sustitución por edad» y «sustitución en bloque».
Una política de sustitución por edad implica el cambio de un dispositivo por otro nuevo, siempre que el dispositivo falla o alcanza la edad preestablecida.
Con la sustitución en bloque, el dispositivo en funcionamiento se sustituye en tiempos espaciados uniformemente independientemente de su edad en dichos instantes de tiempo. Los valores óptimos de los tiempos de la política pueden ser determinados analizando los modelos apropiados de costes.
La distinción entre fallos y sustituciones es que las sustituciones incluyen tanto a los dispositivos cambiados debido a fallos como a los reemplazados preventivamente antes del fallo.
La motivación para utilizar un programa de mantenimiento preventivo es que al hacer sustituciones planificadas (reparaciones), la frecuencia de fallos de campo no planificados será reducida y presumiblemente esto significará un ahorro de costes.

### Renovación de maquinaria o dispositivos
Un dispositivo se utiliza hasta que falla, en cuyo momento es inmediatamente sustituido por un dispositivo idéntico nuevo que también se utiliza hasta su fallo. Si este proceso se repite sin fin, la secuencia de los tiempos de funcionamiento de los dispositivos constituye un proceso de renovación. He aquí un ejemplo de la relación entre la fiabilidad y el mantenimiento en los sistemas de producción.
Definición: Un proceso de renovación es una secuencia de variables aleatorias no negativas independientes e idénticamente distribuidas, por ejemplo T1, T2,...
La aplicación de este modelo a componentes individuales de sistemas no tiene dificultad.
Asociados al término de renovación, existen varios conceptos tales como:
- Razón de fallo creciente (RFC o IFR Increasing Failure Ratio), Razón de fallo decreciente (RFD o DFR Decreasing Failure Ratio),
- Nueva Mejor que Usada (New Better than Used, NBU), Nueva Peor que Usada (New Worse than Used, NWU),
- Nueva Mejor que Usada en Esperanza (NewBetter than Used in Expectation, NBUE), Nueva Peor que Usada en Esperanza (New Worse than Used in Expectation, NWUE). Todos estos conceptos hacen referencia a la hora de aplicar cambios de dispositivos nuevos en un sistema en funcionamiento y su posterior rendimiento.

### Disponibilidad
Si se extienden los análisis anteriores de forma que incorporen el proceso de mantenimiento, nos conducirá a una nueva medida de rendimiento: la disponibilidad. Existen cuatro medidas de disponibilidad en continuo uso y todas relacionadas entre sí, y son las siguientes:
- Definición 1: “La disponibilidad (puntual) A(t) de un dispositivo es la probabilidad de que esté funcionando en cualquier tiempo t”:

{\displaystyle \,A(t)=P[x(t)=1]=E[x(t)]}

- Definición 2 : “La disponibilidad límite A de un dispositivo es el límite de A(t)”:

{\displaystyle \,A=\lim _{t\rightarrow \infty }A(t)}

- Definición 3: “La disponibilidad media límite AAV en un intervalo [0, t] de un dispositivo es”:

{\displaystyle \,A_{av}(\tau )={\frac {1}{\tau }}\int _{0}^{\tau }A(t)dt}

- Definición 4: “La disponibilidad media límite A(∞) de un dispositivo es el límite de la disponibilidad media”:

{\displaystyle \,A_{\infty }=\lim _{\tau \rightarrow \infty }A_{av}(\tau )=\lim _{\tau \rightarrow \infty }{\frac {1}{\tau }}\int _{0}^{\tau }A(t)dt}

Matemáticamente, se puede demostrar, utilizando las definiciones anteriores, que la disponibilidad se transforma en fiabilidad cuando no es posible la reparación. Pero no obstante, los resultados obtenidos se refieren solamente a dispositivos aislados y no a sistemas, mientras que existen algunos casos en que un sistema puede ser tratado como algo individual o único, puesto que los sistemas se gestionan de muchas formas diferentes. 
Así pues, el análisis de la disponibilidad del sistema debe ser realizado bajo un modo de operación específico.

## Tipos de sistemas
Los modelos matemáticos permiten analizar características del comportamiento de sistemas con un esfuerzo, coste y riesgo sensiblemente inferior al que correspondería a la realización de los mismos análisis sobre el propio sistema. El desarrollo de cualquier modelo matemático, ya sea para estudiar la fiabilidad de un sistema o cualquier otra característica, parte del establecimiento de una serie de hipótesis. Es, por tanto, imprescindible conocer con exactitud la base del desarrollo de cualquier modelo, de forma que se sepa cómo de cerca o lejos se está de la realidad y, consiguientemente, como de veraces son los resultados.
Se reconoce en general que existen cuatro tipos genéricos de relaciones estructurales entre un dispositivo y sus componentes. Estos son: serie, paralelo, k-de-n y todas las demás.

### Función estructura de un sistema
-La fiabilidad de un sistema depende tanto de la fiabilidad individual de cada una de sus componentes como del modo lógico en que están conectadas dichos componentes en relación con el funcionamiento o no del sistema. Se supone que el estado de funcionamiento o fallo de los componentes determina el estado de funcionamiento o fallo del sistema. Esta información se recoge en la llamada función estructura del sistema.
- Suponemos que el sistema está formado por n componentes y que el estado del componente i está descrito por la variable Xi que puede tomar valor 1 si funciona o 0 si no funciona. El estado del sistema XS es una función de las variables Xi:
{\displaystyle \,X_{S}=\Phi (X_{1},K,X_{n})}
{\displaystyle \,\Phi } es la función estructura del sistema.
Denotaremos mediante RS la fiabilidad del sistema, mediante Ri la fiabilidad del componente i. Por tanto, {\displaystyle \,R_{i}=P(X_{i}=1)}. Mediante {\displaystyle \,Q_{S}=1-R_{S}} denotaremos la probabilidad de fallo del sistema, análogamente {\displaystyle \,Q_{i}=1-R_{i}}.

### Sistemas en serie
- En una configuración en serie el fallo de cualquiera de sus componentes provoca el fallo del sistema. En la mayoría de los casos, cuando consideramos sistemas completos y su descomposición más básica, se obtiene una ordenación lógica de sus componentes en serie. Es decir, un sistema serie es aquel en el que todos los componentes deben funcionar adecuadamente para que funcione el sistema.
La función estructura del sistema es:

{\displaystyle X_{S}=\Phi (X_{1},K,X_{n})=X_{1}\cdot \dots \cdot X_{n}=\prod _{i=1}^{n}X_{i}}

La fiabilidad del sistema es la probabilidad de que todas los componentes del sistema funcionen. Como consideramos independientes los tiempos de vida de los componentes entonces la fiabilidad del sistema es:

{\displaystyle R_{s}=P(X_{s}=1)=P(X_{1}=1,K,X_{n}=1)=P(X_{1}=1)*\dots *P(X_{n}=1)=R_{1}*\dots *R_{n}=\prod _{i=1}^{n}R_{i}}

- Efecto de la fiabilidad de un componente en la fiabilidad del sistema → En una configuración en serie el componente con una menor fiabilidad tiene una mayor influencia en la fiabilidad del sistema. Se dice que “una cadena es tan buena como su eslabón más débil”.

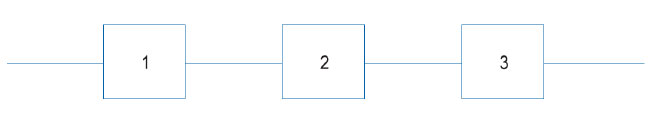
Representación de una estructura en serie.

#### Fiabilidad de sistemas en serie
{\displaystyle \Phi (X,t)=\prod _{i=1}^{n}X_{i}t}
{\displaystyle R_{S}(t)=E[\prod _{i=1}^{n}X_{i}t]=\prod _{i=1}^{n}E[X_{i}t]=\prod _{i=1}^{n}R_{i}t=\Phi (R,t)}

### Sistemas en paralelo
- En una configuración en paralelo se precisa el funcionamiento de al menos un componente para que el sistema funcione. Se dice que los componentes son redundantes. La redundancia es uno de los métodos utilizados para mejorar la fiabilidad de un sistema. La función estructura del sistema es:
{\displaystyle X_{S}=1-\Phi (X_{1},K,X_{n})=\coprod _{i=1}^{n}X_{i}=1-\prod _{i=1}^{n}(1-X_{i})}
- La función de fiabilidad de sistema es:
{\displaystyle R_{S}=1-Q_{S}=1-P(X_{1}=0,K,X_{n}=0)=1-((1-R_{1})*\dots *(1-R_{n}))=\coprod _{i=1}^{n}R_{i}=1-\prod _{i=1}^{n}(1-R_{i})}
-Efecto de la fiabilidad de los componentes en la fiabilidad del sistema → En un sistema en paralelo el componente más importante de cara a la fiabilidad es aquella que tiene la mayor fiabilidad de todas.
La característica inherente al modelo paralelo se llama redundancia: Es decir existe más de un componente para desempeñar una función dada. La redundancia puede ser de dos clases:
- Redundancia activa.- En este caso, todos los elementos redundantes están activos simultáneamente durante la misión.

- Redundancia secuencial (llamada también stand-by o pasiva).-En esta ocasión, el elemento redundante solo entra en juego cuando se le da la orden como consecuencia del fallo del elemento primario. Hasta que llega ese momento el elemento redundante ha permanecido inactivo, en reserva, pero ha podido estar:

1. - Totalmente inactivo (Ej.: La rueda de repuesto de un automóvil)
2. - Energizado total o parcialmente (Ej.: Un grupo electrógeno).

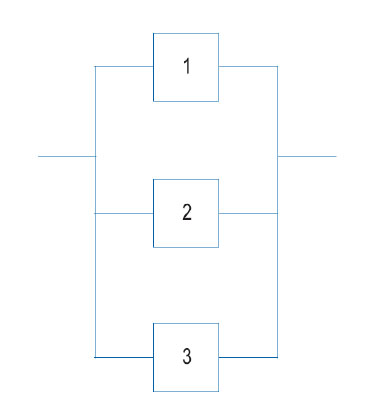
Representación de una estructura en paralelo.

#### Fiabilidad de sistemas en paralelo
{\displaystyle \Phi (X,t)=1-\prod _{i=1}^{n}(1-X_{i}t)}
{\displaystyle R_{S}(t)=1-E[\prod _{i=1}^{n}(1-X_{i}t)]=1-\prod _{i=1}^{n}(1-E[X_{i}t])=1-\prod _{i=1}^{n}(1-R_{i}t)=\Phi (R,t)}

### Sistemas k-out-of-n
- La configuración k-out-of-n consiste en una generalización del sistema en paralelo en la que se requiere el funcionamiento de al menos k de las n unidades para que el sistema funcione. Por ejemplo un avión que tiene cuatro motores pero que con al menos dos de ellos en funcionamiento puede volar, es un sistema 2-out-of-4.
La función estructura de un sistema k-out-of-n es:
{\displaystyle \Phi (x)={\begin{cases}{\begin{matrix}1&si\;\sum _{i=1}^{n}x_{i}\geq k\\0&si\;\sum _{i=1}^{n}x_{i}<k\end{matrix}}\end{cases}}}
La función de fiabilidad, cuando se consideran componentes independientes y con idéntica fiabilidad R es:
{\displaystyle R_{S}=k,n,R=\sum _{r=k}^{n}{n \choose r}R^{r}*(1-R)^{n-r}}
-Fiabilidad de un sistema k-out-of-n con componentes no idénticas → Un método de cálculo de la fiabilidad consiste en determinar todas las posibles combinaciones distintas de funcionamiento y calcular la probabilidad de cada una de ellas.
-Combinación de subsistemas en serie y en paralelo →La fiabilidad del sistema resultante se calcula evaluando primero la fiabilidad de cada subsistema para posteriormente combinarlos de manera adecuada.

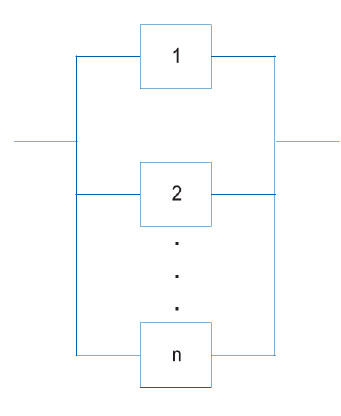
Representación de una estructura en k-out-of-n.

### Sistemas Coherentes
La definición de fiabilidad presenta cuatro elementos: probabilidad, tiempo, entorno, y funcionamiento correcto. Es necesario hablar en términos probabilísticos al referirse al posible estado del sistema en un instante futuro; el tiempo es esencial, ya que la probabilidad de que los componentes funcionen depende del tiempo transcurrido, por ser la mayoría de los procesos de degradación que causan sus fallos función de este; la especificación del entorno de operación es necesaria, ya que un mismo componente perderá sus cualidades de forma distinta en entornos distintos, y consiguientemente sus probabilidades de supervivencia o funcionamiento correcto serán diferentes; y por último, debe definirse lo que se entiende por funcionamiento correcto, es decir, debe establecerse la línea divisoria ente “funcionamiento” y “fallo”.
-Un componente i de un sistema es relevante cuando existe al menos una situación, definida por el estado del resto de los componentes, en que el funcionamiento del sistema depende de que el componente i funcione o no, esto es, ∃ vector de estado de los componentes x t. q. φ (1i , x ) > φ (0i , x ).
Por tanto un componente es irrelevante cuando para todo vector de estados de los componentes x se verifica que φ (1i , x ) = φ (0 i , x ) .
- Un sistema se dice que es coherente si todas sus componentes son relevantes y la función estructura es no decreciente en cada argumento.
- φ(1)= 1, φ(0)= 0, si φ(x) es la función estructura de un sistema coherente, entonces {\displaystyle \forall x} se verifica {\displaystyle \prod _{i=1}^{n}x_{i}\leq \Phi (x)\leq 1-\prod _{i=1}^{n}(1-x_{i})}

### Representación de estructuras mediante cortes y caminos
- Un subconjunto de componentes del sistema cuyo funcionamiento asegura el funcionamiento del sistema se denomina camino.

Definición: Un vector de camino es un vector de estado de los componentes x para el cual Ф (x) = 1. El correspondiente conjunto de camino es P (x) en donde P (x) = {i | xi = 1}
- Un camino se dice que es minimal si ningún subconjunto propio suyo es a su vez camino.

Definición: Un vector de camino mínimo es un vector de camino x para el cual y < x implica que Ф (y) = 0. El correspondiente conjunto de camino, P (x), se designa como un conjunto de camino mínimo.
- Un subconjunto de componentes del sistema cuyo fallo ocasiona el fallo del sistema se denomina corte.

Definición. Un vector de corte es un vector x de estado de los componentes para el que Ф (x) = 0. El correspondiente conjunto de corte es C(x), donde C(x) = {i | xi = 0}.
- Un corte se dice minimal si ningún subconjunto propio suyo es a su vez corte.

Definición. Un vector de corte mínimo es un vector de corte x para el que y > x implica que Ф(y) = 1. Nos referimos al correspondiente conjunto mínimo de corte, C(x), como a un conjunto de corte mínimo.

### Diagramas de Bloque de Fiabilidad (RBDS)
En fiabilidad un diagrama de bloques (RBD) es una representación gráfica de los componentes/subsistemas del sistema, y de cómo se relacionan desde el punto de vista de la fiabilidad. En algunos casos, esta relación es distinta de la relación física. Por ejemplo, un grupo de resistencias que está conectado físicamente en paralelo desde el punto de vista de la fiabilidad está conectado en serie, ya que todas las resistencias son necesarias para proporcionar la resistencia requerida. El siguiente gráfico muestra un RBD simplificado de un sistema de ordenador con un ventilador redundante. Cada bloque de fiabilidad del diagrama podría ser representado por su propio diagrama de bloques. Por ejemplo en el RBD de un coche, el nivel superior de bloques podría representar los principales sistemas del coche. Cada uno de estos sistemas podría tener sus propios RBD.

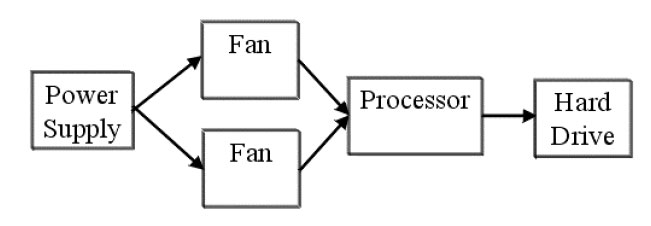
Diagrama BDRS de una CPU.

El RBD proporciona una representación visual del modo en que los bloques se relacionan de modo que el diagrama muestra el efecto que el funcionamiento o fallo de un componente tiene sobre el funcionamiento o fallo del sistema.
El primer paso para la evaluación de la fiabilidad de un sistema es obtener datos acerca de la fiabilidad de cada uno de los bloques. Estos datos permitirán al ingeniero de fiabilidad caracterizar las distribuciones de vida de los componentes o bloques específicos.
La fiabilidad del sistema se expresa como una función de la fiabilidad de sus componentes. Los RBD suelen mostrarse útiles a la hora de determinar esta función matemática. 
- El principal objetivo de un análisis de fiabilidad de un sistema es determinar la función de distribución del tiempo hasta el fallo aunque en otros casos únicamente se desee o se pueda determinar la fiabilidad del sistema para un tiempo dado.
- Existen dos métodos para determinar la fiabilidad de un sistema: método analítico y simulación. En el primero se utiliza teoría de la probabilidad. Existen métodos que conducen a evaluaciones exactas de la fiabilidad mientras que otros proporcionan cotas. El método de la simulación genera tiempos de fallo para cada componente y a partir de ellos se determina el estado de funcionamiento o fallo del sistema de acuerdo con la estructura del sistema.

## Fiabilidad en el tiempo
La definición de fiabilidad que se dio en capítulos anteriores indica que la fiabilidad es la probabilidad de funcionamiento satisfactorio a lo largo del tiempo. Por tanto, la extensión de las medidas de fiabilidad para incluir el tiempo implica la especificación de las distribuciones de probabilidad, las cuales deben ser modelos razonables de la dispersión de duración de vida.

### Función fiabilidad
Se define la variable aleatoria T como la vida del bien o componente, es decir, que la variable aleatoria que define el concepto de fiabilidad es el tiempo de duración o vida del dispositivo. La función de distribución sobre la duración de vida se basa en estos cuatro conceptos: Estos son F (t), (t), la función de densidad y la función de riesgo. Se supone que T tiene una función F(t) de distribución acumulada expresada por:
{\displaystyle F(t)=P(T\leq t)}
Donde la función de densidad, f (t), se define como:
{\displaystyle f(t)={\frac {d}{dt}}F(t)}
de forma que proporciona una cuantificación de la dispersión de la más probabilística de la distribución de vida.
La función de fiabilidad R(t), también llamada función de supervivencia, se define como:
{\displaystyle \,R(t)=P(T>t)=1-F(t)}
En otras palabras, R(t) es la probabilidad de que un componente nuevo sobreviva más del tiempo t. Por lo tanto, F(t) es la probabilidad de que un componente nuevo no sobreviva más del tiempo t.
Por otra parte, la probabilidad de que un componente de edad t falle entre t y t+s (s es un incremento de tiempo respecto a t) es igual a:
{\displaystyle \,P(t<T\leq t+s|T>t)={\frac {P(t<T\leq t+s)}{P(T>t)}}={\frac {F(t+s)-F(t)}{R(t)}}}
Dividiendo entre s y haciendo que s tienda a cero:
{\displaystyle \,\lambda (t)=\lim _{s\rightarrow 0}{\frac {1}{s}}{\frac {F(t+s)-F(t)}{R(t)}}={\frac {f(t)}{R(t)}}}
λ(t) es la función de tasa de fallos o función de riesgo o tasa instantánea de fallos , y es una característica de fiabilidad del producto.
La función de tasa de fallos no tiene interpretación física directa, sin embargo, para valores suficientemente pequeños de t se puede definir como la probabilidad de fallo del componente en un tiempo infinitamente pequeño dt cuando en el instante t estaba operativo.
La función de riesgo es una cantidad fundamental en el análisis de fiabilidad. Es bastante común que el comportamiento de fallos de dispositivos sea descrito en términos de sus funciones de riesgo.

### Evolución de la tasa de fallos a lo largo del tiempo. Curva de bañera
La idea de la curva de la bañera forma la base conceptual para gran parte del estudio de fiabilidad. La idea de la curva de la bañera es que la función de riesgo para una muestra de dispositivos evoluciona como se muestra a continuación en la figura siguiente. En concreto, al principio de la vida de los dispositivos, los más débiles fallan a una tasa relativamente alta como consecuencia de un fenómeno de «mortalidad infantil», quizá debido a una fabricación defectuosa. Como los primeros fallos retiran de la muestra las copias débiles de los dispositivos, la tasa de riesgo decrece. De un modo parecido, al final de la vida de los dispositivos, los supervivientes fallan como consecuencia del «desgaste», de modo que aumenta la tasa de riesgo. En el intervalo trascurrido entre estos dos comportamientos, la muestra de dispositivos exhibe un riesgo relativamente bajo y aproximadamente constante.
Este intervalo se denomina frecuentemente como la vida funcional del dispositivo.
La duración de la vida de un equipo se puede dividir en tres periodos diferentes:
I.- Juventud. Zona de mortandad infantil.
El fallo se produce inmediatamente o al cabo de muy poco tiempo de la puesta en funcionamiento, como consecuencia de:
- Errores de diseño.
- Defectos de fabricación o montaje.
- Ajuste difícil, que es preciso revisar en las condiciones reales de funcionamiento hasta dar con la puesta a punto deseada.

II.- Madurez. Periodo de vida útil.
Periodo de vida útil en el que se producen fallos de carácter aleatorio. Es el periodo de mayor duración, en el que se suelen estudiar los sistemas, ya que se supone que se reemplazan antes de que alcancen el periodo de envejecimiento.
III.- Envejecimiento.
Corresponde al agotamiento, al cabo de un cierto tiempo, de algún elemento que se consume o deteriora constantemente durante el funcionamiento.
Estos tres periodos se distinguen con claridad en un gráfico en el que se represente la tasa de fallos del sistema frente al tiempo. Este gráfico se denomina “Curva de bañera” o “Curva de Davies”.
Aunque existen hasta seis tipos diferentes de curva de bañera, dependiendo del tipo de componente del que se trate, una curva de bañera convencional se adapta a la siguiente figura:

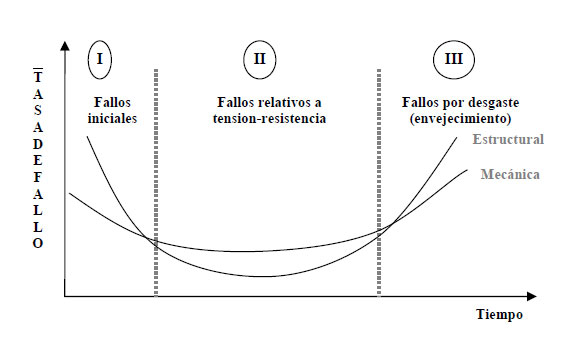
Representación gráfica de la curva de bañera o curva de Davies.

En una curva de la bañera de tipo convencional se aprecian las tres zonas descritas anteriormente:
1. Zona de mortandad infantil: Las averías van disminuyendo con el tiempo, hasta tomar un valor constante y llegar a la vida útil. En esta zona fallan los componentes con defectos de fabricación, por lo que la tasa de averías disminuye con el tiempo. Los fabricantes, para evitar esta zona, someten a sus componentes a un "quemado" inicial ("burn-in" en inglés), desechando los componentes defectuosos. Este quemado inicial se realiza sometiendo a los componentes a determinadas condiciones extremas, que aceleran los mecanismos de fallo. Los componentes que pasan este periodo son los que nos venden los fabricantes, ya en la zona de vida útil.
2. Zona de vida útil:con tasa de fallos aproximadamente constante. Es la zona de mayor duración, en la que se suelen estudiar los sistemas, ya que se supone que se reemplazan antes de que alcancen la zona de envejecimiento.
3. Zona de envejecimiento: La que la tasa de averías vuelve a crecer, debido a que los componentes fallan por degradación de sus características por el transcurso de tiempo. Aun con reparaciones y mantenimiento, las tasas de fallos aumentan, hasta que resulta demasiado costoso el mantenimiento.

### Tiempo medio entre fallos (MTBF)
En la práctica, la fiabilidad se mide como el tiempo medio entre ciclos de mantenimiento o el tiempo medio entre dos fallos consecutivos (Mean Time Between Failures; MTBF).
Por ejemplo si disponemos de un producto de N componentes operando durante un periodo de tiempo T, y suponemos que en este periodo han fallado varios componentes (algunos en varias ocasiones), para este caso el componente i-ésimo habrá tenido ni averías, luego el número medio de averías para el producto será:
{\displaystyle {\bar {n}}=\sum _{i=0}^{N}{\frac {n_{i}}{N}}}
Es decir, la tasa de fallos será:
Tasa de Fallos {\displaystyle TF(\%)={\frac {num.Fallos}{num.UnidadesProbadas}}100}
Tasa de Fallos {\displaystyle TF(N)={\frac {num.Fallos}{Tiempo.Total.Funcionamiento}}[{\frac {1}{h}}]}

Siendo el MTBF el cociente entre T y {\displaystyle {\bar {n}}} , es decir:
{\displaystyle MTBF={\frac {T}{\bar {n}}}}
Que es lo mismo que:
{\displaystyle MTBF={\frac {1}{TF(N)}}[h]}

#### Ejemplo
Una compañía compró 30 portátiles, 28 fueron usados durante 2000h, uno falló después de 400h y otro después de 1600h
Tasa de Fallos {\displaystyle TF(\%)={\frac {2}{30}}100}= 6,66%
Tasa de Fallos {\displaystyle TF(N)={\frac {2}{28*2000+1600+400}}={\frac {1}{29000}}[{\frac {1}{h}}]}
{\displaystyle MTBF={\frac {1}{\frac {1}{29000}}}=29000[h]}

### Tiempo medio hasta la avería (MTTF)
El tiempo medio hasta la avería (Mean Time To Failure; MTTF), es otro de los parámetros utilizados, junto con la tasa de fallos λ(t) para especificar la calidad de un componente o de un sistema.
Por ejemplo si se ensayan N elementos idénticos desde el instante t=0, y se miden los tiempos de funcionamiento de cada uno hasta que se produzca alguna avería. Entonces el MTTF será la media de los tiempos ti medidos, es decir:
{\displaystyle MTTF={\frac {\sum _{i=0}^{N}t_{i}}{N}}}

## Modelos matemáticos de distribución de probabilidad de fallos
En principio, se puede utilizar cualquier función de distribución para crear un modelo de duración de equipos. En la práctica, las funciones de distribución con funciones de riesgo monótonas parecen más realistas y, dentro de esta clase, existen unas pocas que se considera que proporcionan los modelos más razonables de fiabilidad de dispositivos.

### Ley exponencial de fallos: tasa de fallos constante
La función de distribución que se utiliza más a menudo para modelar la fiabilidad es la exponencial. El motivo es que:
- Es sencilla de tratar algebraicamente
- Se considera adecuada para modelar el intervalo  funcional del ciclo de vida del dispositivo.

De hecho, la distribución exponencial aparece cuando la tasa de fallos es constante, es decir, {\displaystyle \lambda (t)=\lambda }. La función de fiabilidad correspondiente es entonces
{\displaystyle \,R(t)=e^{-\lambda t},}
la función de distribución
{\displaystyle \,F(t)=1-R(t)=1-e^{-\lambda t}}
y la función de densidad f(t):
{\displaystyle \,f(t)=\lambda e^{-\lambda t}.}
Es decir, si la tasa de fallos se considera constante, entonces la función de distribución de los fallos es exponencial. De las propiedades de esta se deduce que la probabilidad de que una unidad que está trabajando falle en el próximo instante es independiente de cuánto tiempo ha estado trabajando. Esto implica que la unidad no presenta síntomas de envejecimiento: es igualmente probable que falle en el instante siguiente cuando está nueva o cuando no lo está.

### Ley Weibull: tasas de fallos crecientes y decrecientes
Una gran mayoría de los equipos reales no tienen una tasa de fallos constante: es más probable que fallen a medida que envejecen. En este caso la tasa de fallos es creciente. Aunque también es posible encontrar equipos con tasas de fallos decrecientes.
Una función que puede usarse para modelar tasas de fallos crecientes o decrecientes es 
{\displaystyle \,\lambda (t)=\alpha \beta t^{\beta -1}}, donde {\displaystyle \,\alpha >0} y {\displaystyle \,\beta >0}
Esta función es creciente cuando {\displaystyle \beta >1}, decreciente cuando {\displaystyle \beta <1} y constante cuando {\displaystyle \beta =1}.

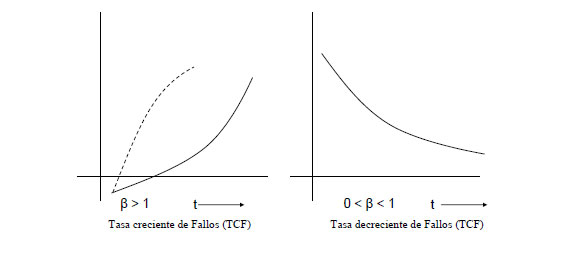
Representación gráfica de las posibles curvas de tasas crecientes y decrecientes

La función de fiabilidad R(t) asociada es
{\displaystyle \,R(t)=e^{-\alpha t}\beta }
para toda t {\displaystyle \geq 0} y por lo tanto
{\displaystyle \,F(t)=1-e^{-\alpha t}\beta },

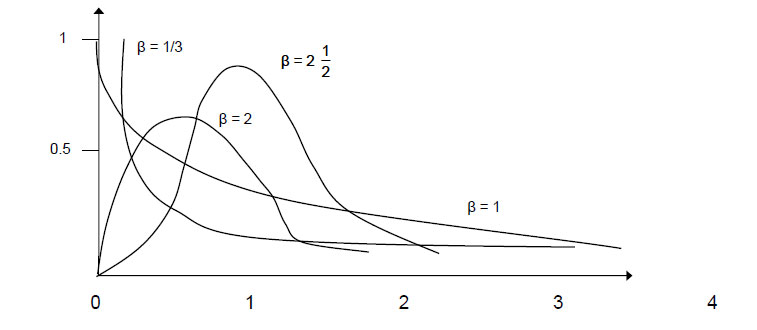
Representación gráfica de la curva Weibull.

que es la función de distribución Weibull. La distribución Weibull se utiliza frecuentemente en el desarrollo de modelos de fiabilidad. Tiene la ventaja de la flexibilidad a la hora de crear modelos de varios tipos de comportamiento de riesgo, y también es manejable algebraicamente. Además, como con cualquier distribución con dos parámetros, puede describir bastante bien muchas situaciones reales.

### Ley lognormal
Otro modelo popular es el de la distribución lognormal, con función de densidad:
{\displaystyle \,f(t)={\frac {e^{\frac {-(t-\mu )^{2}}{2\sigma ^{2}}}}{\sigma {\sqrt {2\pi }}}}}
Su función de riesgo es creciente y suele utilizarse para modelar la fiabilidad de componentes estructurales y electrónicos.
Su desventaja es que es bastante difícil tratarla algebraicamente, pero su ventaja es que surge naturalmente como la convolución de distribuciones exponenciales. Por tanto, tiene un interés práctico considerable con relación a los procesos de fallos físicos.

## Los procesos de fallos
El cuarto integrante de la definición de fiabilidad es el entorno. La imposición de fuerzas (energía) sobre el sistema y sus componentes desde el entorno ocasionan en su mayoría los fallos del sistema debido al entorno. Estas fuerzas inducen y sostienen el progreso de varios tipos de procesos de deterioro, los cuales finalmente tienen como resultado el fallo de componentes.
Existen dos tipos de modelos de procesos de degradación de componentes: los modelos de fallos mecánicos y los modelos de fallos electrónicos.

### Modelos de fallos mecánicos
En los mecánicos, se han desarrollado modelos de fallos desde una perspectiva mecánica o químico-eléctrica. A menudo se considera que la fiabilidad de los equipos mecánicos depende de la integridad estructural, la cual es influenciada por las cargas aplicadas y la fuerza inherente. En cuanto a la químico-eléctrica, se ha considerado usualmente como dependiente de la estabilidad material, a pesar de exposiciones a reacciones químicas hostiles como la oxidación.
Una representación inicial y todavía popular de la fiabilidad de un dispositivo mecánico es el modelo de «interferencia de tensión fuerza».
{\displaystyle \,R=P(X>Y)=\int _{0}^{\infty }h(y)(1-G(y))dy=\int _{0}^{\infty }H(x)g(x)dx}
Donde la tensión puede ser modelada por la función de distribución H(y) y la existencia de una dispersión aleatoria en la fuerza inherente de los dispositivos, x, la cual puede ser modelada por G(x).

### Modelos de fallos electrónicos
Los modelos de fiabilidad de dispositivos eléctricos y electrónicos se deben a observaciones empíricas y fueron desarrollados con posterioridad a los modelos de fiabilidad mecánicos.
La mayoría de los modelos desarrollados se basan en la idea de que lo procesos de degradación de los dispositivos electrónicos son esencialmente reacciones de conversión química, que tienen lugar en los materiales que integran los dispositivos. Consecuentemente, muchos modelos están basados en la ecuación de tasa de reacción de Arrhenius, que tomó su nombre del químico del siglo XIX que desarrolló la ecuación durante el estudio de reacciones irreversibles como la oxidación. La forma básica de la ecuación es que la tasa de reacción, ρ, es:
{\displaystyle \,\rho =\eta e^{\frac {-E_{a}}{KT}}}
donde η es un factor de frecuencia de electrones, K es la constante de Boltzmann (8,623x10–5ev/K), T es la temperatura en kelvin, y Ea es la energía libre de activación de Gibbs.

### Otros aspectos de los procesos de fallos
Aspectos como aceleración de la edad (manipulación del entorno de funcionamiento se puede utilizar para incrementar la tasa de envejecimiento de una muestra de dispositivos) o crecimiento de la fiabilidad (creencia de que el diseño y el desarrollo de un nuevo dispositivo, y la evolución de los métodos de fabricación del nuevo diseño, tienen como resultado una mejora en la fiabilidad de una muestra de dispositivos) son puntos a tener en cuenta a la hora de la aparición de posibles fallos en los sistemas.

## Gestión de la fiabilidad

### Introducción
Un programa realmente efectivo de fiabilidad solo puede existir en una organización donde el cumplimiento de los objetivos de fiabilidad esté reconocido como parte integrante en la estrategia corporativa. En los casos contrarios, es de los primeros en ser recortados en cuanto existan presiones de costes o plazos. 

### Programas integrados de fiabilidad
Puesto que la calidad de la producción será el determinante final de la fiabilidad, el control de la calidad es una parte integral del programa de fiabilidad. El programa de control de calidad debe estar basado en los requisitos de fiabilidad y no ir dirigido únicamente a reducir costes de producción. El programa de control de calidad contribuirá de forma efectiva al de fiabilidad so los procedimientos del primero están ligados a factores que puedan influir ene. Segundo, y no solo a formas o funciones, si los datos de pruebas de control de calidad están integrados con el resto de datos de fiabilidad, y si el personal de control de calidad está formado para reconocer la relevancia de su trabajo a la fiabilidad, así como motivado para contribuir a su cumplimiento.

### Fiabilidad y costes asociados
Resulta costoso llegar a objetivos elevados de fiabilidad, y más cuando el producto o sistema es complejo. Pero a todo esto, la experiencia demuestra que todos los esfuerzos de un programa de fiabilidad bien gestionados son rentables, ya que es resulta menos costos descubrir y corregir deficiencias durante el diseño y desarrollo que corregir el resultado de fallos producidos durante el funcionamiento del producto o sistema. Según la naturaleza del programa estaremos ante el caso de un tipo de coste u otro. Si se trata del diseño de un producto y colocarlo en el mercado se tratará de coste de fiabilidad, y si, de forma contraria, se trata del diseño de un sistema por encargo específico de un cliente se hablará de coste de ciclo de vida. 
El coste de fiabilidad incluye todos los costes imputados durante el diseño, producción garantía…y está basado en el binomio cliente-usuario, mientras que el coste de ciclo de vida está integrado por todos los costes imputados por el sistema a lo largo de su vida: desde la concepción hasta su retirada al final de su vida útil, y este tipo de coste está basado en perspectiva del fabricante con una responsabilidad limitada durante la vida del producto. Quedan representados a continuación los elementos integrantes en cada tipo de coste:
Hay que resaltar que los programas de fiabilidad están normalmente limitados por los recursos que se les puedan destinar durante las fases de diseño y desarrollo. La asignación de recursos a las actividades de un programa de fiabilidad deben estar basadas en una consideración de os riesgos asociados, siendo un valor subjetivo basado en la experiencia.
Hay una relación entre fiabilidad de un sistema y el coste de diseño-desarrollo, siendo así su representación:

### Gestión de la fiabilidad por cliente
La gestión corresponde a las responsabilidades de una organización contratante referentes al desarrollo del programa de fiabilidad:
- Especificar los requisitos de fiabilidad
- Especificar las normas y métodos a seguir
- Especificar los requisitos de informes
- Establecer el marco contractual
- Controlar el cumplimiento del contrato

### Requisitos de fiabilidad
Los diseños para fortalecer la fiabilidad están basados en requisitos que definen la necesidad a satisfacer. Las especificaciones de requisitos de fiabilidad deben contener lo siguiente:
- Una definición de fallos relacionada con las funciones del sistema, incluyendo todos los modos de fallo que sean relevantes.
- Una descripción completa de los entornos en los que el producto o sistema será almacenado, transportado, utilizado o mantenido
- Una especificación nítida de requisito de fiabilidad.
- Una relación de modos de fallos (con sus efectos) que sean particularmente críticos y que deban tener una probabilidad muy baja de ocurrencia.

Hay que tener especial cuidado a la hora de definir los fallos para que no sean ambiguos. Estos fallos deben estar relacionados siempre a un parámetro que se pueda medir o ligado a una clara indicación libre de interpretaciones subjetivas. A todo esto, no es inevitable que aparezcan variaciones subjetivas al validar los fallos (normalmente cuando la procedencia de los datos no está controlada) Las especificaciones de entorno deben incluir las cargas, temperaturas, humedades, vibraciones y todos los parámetros necesarios que puedan condicionar la probabilidad de fallo del producto o sistema. Estos requisitos deben establecerse de manera que sean verificables y lógicos, y deben estar relacionados con las distribuciones correspondientes.

### Contratos con incentivos
Uno de los más famosos es el llamado Garantía de Mejora de Fiabilidad (Reliability Improvement Warranty, RIW). Este tipo de contrato precisa que el contratante sea encargado del mantenimiento integral en un período (normalmente varios años) y por una cantidad ya prefijada. Esta decisión del contratista tiene como finalidad maximizar beneficios mejorando la fiabilidad y, con ello, reducir los costes de mantenimiento. Con esta acción, el contratante se beneficia también por no tener que hacer un seguimiento tan cercano al desarrollo del programa de fiabiidad y, a su vez, tener que encargarse del mantenimiento durante el tiempo acordado contratado. Se citar a continuación los aspectos fundamentales para este tipo de contrato:
- Se establecen este tipo de contratos cuando se trate de productos o sistemas en los que no exista un alto riesgote desarrollo y para los que se prevea una utilización estable.
- La cantidad prefijada ofrecerá al contratista un beneficio sustancial, con un riesgo razonable.
- Por la posible aparición de dificultades prácticas, el sistema RIW requerirá etiquetado y manipulación especial para asegurar que no sean reparados por persona ajenas al contratista.
- El contratista debe tener manga ancha y ciertas libertades para modificar los equipos sujetos a este sistema con intención de la mejora de la fiabilidad, pero a su vez, puede correr el riesgo de que la parte contratante puede creer oportuno mantener un cierto control de los cambios, ya que esto puede afectar a las prestaciones del producto o sistema.
- En el contrato debe aparecer estipulado en qué forma el producto o sistema será utilizado o mantenido, puesto que estos aspectos pueden verse afectados en su fiabilidad.